# Lamprobyrrhulus hayashii
Lamprobyrrhulus hayashii là một loài bọ cánh cứng trong họ Byrrhidae. Loài này được Fiori, Mellini & Crovetti miêu tả khoa học năm 1967.